# حسن ريزفيتش
حسن ريزفيتش (بالسلوفينية: Hasan Rizvić)‏ مواليد 18 يناير 1984 في زينيتسا، جمهورية البوسنة والهرسك الاشتراكية، جمهورية يوغوسلافيا الاشتراكية الاتحادية، هو لاعب كرة سلة سلوفيني. بدأ مسيرته الاحترافية في سنة 2001. يحمل الرقم 16. يبلغ طوله 6 قدم 11.5 بوصة (2.1 م).

## المسيرة الاحترافية
لعب مع زلاتوروج لاشكو من سنة 2002 إلى 2005، ثم لعب مع أوليمبيا من سنة 2005 إلى 2007، ثم لعب مع بوسنا رويال في سنة 2007، ثم لعب مع أوليمبيا في موسم 2007–2008، ثم لعب مع أزوفماش من سنة 2008 إلى 2010، ثم لعب مع يونيكس قازان في موسم 2010–2011، ثم لعب مع أزوفماش في موسم 2011–2012، ثم لعب مع بودوشنوست في سنة 2012.

## روابط خارجية
- حسن ريزفيتش على موقع الاتحاد الدولي لكرة السلة (الإنجليزية)
- حسن ريزفيتش على موقع الدوري الأوروبي لكرة السلة (الإنجليزية)
- حسن ريزفيتش على موقع الدوري الإسباني لكرة السلة (الإسبانية)
- حسن ريزفيتش على موقع كرة السلة الأوروبية.كوم (الإنجليزية)
- حسن ريزفيتش على موقع ريلجم (الإنجليزية)
- حسن ريزفيتش على موقع بروبوليرز (الإنجليزية)
- حسن ريزفيتش على موقع سبورتس رفرنس (الإنجليزية)